# 브로드벤트 아레나
브로드벤트 아레나(Broadbent Arena)는 미국 켄터키주 루이빌에 위치한 실내 경기장이다. 과거 ECHL 루이빌 아이스호크스와 루이빌 리버프록스의 홈경기장으로 사용했다.